# Sulla
Lucius Cornelius Sulla Felix, känd som Sulla, född 138 f.Kr., död 78 f.Kr., romersk fältherre och statsman (82 - 81 f.Kr. diktator). Under sin tid som diktator ansvarade Sulla för att antalet senatorer fördubblades. Sulla hade under sin levnadstid flera dispyter med Marius gällande makten i romarriket, där de två i respektive ordning anses representera optimaterna respektive popularerna i romersk politik. Han var far till Faustus Cornelius Sulla och farbror till Publius Cornelius Sulla.

## Biografi
Sulla kom från en av Roms förnämsta familjer, Cornelii, men växte upp under enkla förhållanden. Tack vare en förmåga att skapa mäktiga kontakter och en driftig vilja kunde han emellertid göra karriär i den romerska armén. Han valdes 107 f.Kr. till quaestor och kämpade som sådan under Marius i Nordafrika mot kung Jugurtha av Mauretanien och vann stor berömmelse när han personligen besegrade och tillfångatog denne år 105 f.Kr. Sedan de invandrande cimbrerna och teutonerna samma höst tillfogat de romerska härarna i Gallien ett avgörande nederlag vid Arausio bekämpade han framgångsrikt dessa, även här i samverkan med Marius och firades som en av germanernas ledande banemän. 96 f.Kr. tjänade han som ståthållare i Kilikien och förhandlade med partherna. Hans mandat upphörde 92 f.Kr. Under bundsförvantskriget som bröt ut 91 f.Kr. mot Roms italiska bundsförvanter stred han framgångsrikt som general och erhöll den högsta militära utmärkelsen, corona graminea.
Sulla valdes till konsul för år 88 f.Kr. och fick som sådan befälet i den konflikt som just brutit ut mot Mithridates av Pontos. Sedan Marius, vars förhållande till honom övergått i en regelrätt konflikt fråntagit Sulla uppdraget genom sin vän, folktribunen Sulpicius, samlade Sulla sina legioner och marscherade mot Rom. Större delen av hans högre befäl vägrade emellertid, och Sulla fattade beslutet att ta till vapen sedan endast ett fåtal, däribland Lucullus, valt att kvarstå. Marius anhängare hade emellertid helt felbedömt den politiska situationen.  Sullas styrkor var hopplöst överlägsna och sedan han med en majoritet av den huvudsakligt konservativa senatens stöd intagit staden tvingades Marius anhängare fly Italien. Sulpicius dödades. 
Sedan Sulla säkrat kontroll över Italien gick han österut till Grekland och besegrade Mithridates general Archelaus i ett flertal slag, bland annat vid Chaironeia och Orchomenos. Han gick därefter över Egeiska havet och drev tillbaka Mithridates ur Asia Minor, men misslyckades med att nå en avgörande seger då Marius anhängare samlat sina styrkor och invaderat Italien. Rom föll för Marius och dennes anhängare, trots att den senare avled kort därefter, och 85 f.Kr. slöt Sulla oväntat en kompromiss med Mithridates. Sedan han omorganiserat östern och popularerna i Marius och dennes närmaste, Cinna – som mördades 84 f.Kr. av sina deserterande soldater – återvände Sulla till västern och landsteg våren 83 f.Kr. i Italien. Hösten 82 f.Kr. kunde han som segrare tåga in i Rom och lät sig utses till diktator. Stora proskriptioner genomfördes och tusentals romare förklarades fredlösa och mördades. Sedan han säkrat sin majoritet i senaten genom upptagandet av 300 nya senatorer och konstitutionsändringar som kraftigt inskränkte folktribunernas och församlingarnas makt, avgick Sulla och valdes till konsul på nytt för år 80 f.Kr.. 
Sedan hans år var till ända avgick han och drog sig tillbaka från politiken, och avled 78 f.Kr. på ett gods i Italien. Han förblev, trots sina för sin tid exempellöst hänsynslösa handlingar en hos de reaktionära senatskretsarna beundrad person, dock hatad av demokratiskt konservativa som Cicero. När han nedlade en diktatur som trots att det var den första i ordets nuvarande mening efter en tid avsevärt kortare än vad hans samtid förväntat sig, blev han en i viss mån beundrad och högt aktad gestalt, avgudad som fältherre nästan utan jämförelse och en frontfigur i aristokratins kamp för att behålla de högre klassernas privilegier. Hans begravning blev den utan jämförelse största i Roms historia fram till Augustus död 92 år senare. 
Hans egentliga politiska och militära framgångar blev emellertid nästan lika kortlivade: Redan 81 f.Kr. hade Mithridates lyckats driva ut de romerska trupperna ur Asia Minor och återtagit initiativet, och de lagändringar han företagit i syfte att stärka senatens ställning började rivas upp efter hans död på initiativ av den Mariusvänlige konsuln Lepidus, för att slutligen nedmonteras av Gnaeus Pompejus och Marcus Licinius Crassus, konsuler år 70 f.Kr.. Både Pompejus och Crassus hade stridit under Sulla i Italien, Nordafrika och Spanien i kampen mot Marius anhängare, ett motstånd som inte upphörde fullständigt förrän Quintus Sertorius död år 72 f.Kr..

## Sulla i litteraturen
I romanen Roms portar av Conn Iggulden framställs han som fiende till Julius Caesar vars morbror (egentligen gift med fastern) var Marius, som i boken lyckas utmanövrera Sulla men besegras sedan i kampen om huvudstaden och dödas. Caesar ställs sedan inför Sulla (vilket torde ha hänt på riktigt) och uppmanas under hot om tortyr och avrättning sluta sig till Sulla. Caesar vägrar, och imponerad av den unge mannens ord låter Sulla skona och landsförvisa honom. Han mördas i den följande boken (Kungars död) av en vän till Caesar.
En mer historiskt korrekt bild av Sulla och hans diktatur finns i romanen Romarblod av Steven Saylor, och hans verkliga död skildras i romanen Catilinas sammansvärjning av Göran Hägg.
Han figurerar även i Colleen McCulloughs romanserie om antikens Rom, samt romanen "Sulla Diktator" av Peter Green.
Ett av få porträtt av Sulla inom filmens värld förekommer i Julius Caesar (2002). Det blev en av skådespelaren Richard Harris sista roller.